# Omphaletis metaneura
Omphaletis metaneura là một loài bướm đêm trong họ Noctuidae.